# Parerga
Como parerga (plural del griego parergon "obra accesoria, secundaria") se designan anexos y antologías de pequeños escritos. En ocasiones, estos escritos pueden ser un complemento a otras obras.
El término es conocido debido a que sirvió de título a algunas obras, como Parerga y paralipómena, de Arthur Schopenhauer, o Parerga, críticas y réplicas, de Max Stirner.
En historia del arte, también se utiliza esta expresión para referirse a figuras y animales en los cuadros que reflejan paisajes, sobre todo en los paisajes ideales y de perspectiva de los siglos XVII, XVIII y XIX.
Además, existe una editorial en Berlín de nombre Parerga.